# Captain Marvel (DC Comics)
Captain Marvel (echte naam Billy Batson) is een fictieve superheld, aanvankelijk uit de strips van Fawcett Comics maar is sinds 1972 eigendom van DC Comics. Hij werd bedacht in 1939 door tekenaar C. C. Beck en schrijver Bill Parker, en maakte zijn debuut in Whiz Comics #2 (februari 1940).
Captain Marvel staat ook wel bekend als "The World's Mightiest Mortal" (de machtigste sterveling ter wereld). Het personage komt naast strips ook voor in een filmserie, televisieserie en enkele animatieseries.

## Achtergrond
Captain Marvel is in werkelijkheid Billy Batson, een dakloze 12-jarige jongen die als krantenbezorger wat bijverdient. Hij wordt op een dag door een mysterieuze man naar een metrotunnel geleid, waar hij in de schuilplaats van de tovenaar Shazam belandt. Deze geeft Billy de kracht om te veranderen in de superheld Captain Marvel. Hiertoe moet Billy de naam van de tovenaar hardop roepen. Deze naam is een acroniem van de beginletters van zes mythologische figuren waar Captain Marvel zijn kracht van krijgt: Salomo, Hercules; Atlas; Zeus; Achilles; en Mercurius. Indien Billy de naam hardop uitspreekt, wordt hij geraakt door een magische bliksem die hem verandert in Captain Marvel. Door het woord nogmaals uit te spreken kan hij terug veranderen.
Bij zijn transformatie tot Captain Marvel wordt Billy lichamelijk volwassen. Captain Marvel draagt een rood kostuum geïnspireerd door militaire uniformen en oude Egyptische kostuums uit populaire opera's. Op de torso van dit kostuum staat een gouden bliksemschicht. Tevens draagt hij een witte cape.
Wat er mentaal met Billy gebeurt bij zijn transformatie varieert per strip. In de oude stripreeksen waren Billy en Captain Marvel mentaal twee verschillende persoonlijkheden, die altijd naar elkaar refereerden in de derde persoon. Tegenwoordig behoudt Billy grotendeels zijn eigen persoonlijkheid, waardoor hij feitelijk een kind in het lichaam van een volwassene is. Wel wordt hij mentaal verstandiger dankzij de kracht van Salomo.
In de loop van zijn avonturen heeft Captain Marvel een vast aantal vijanden gekregen. Zijn grootste vijand is Dr. Sivana, een gestoorde geleerde. Andere vijanden zijn Captain Nazi, Black Adam (een kwaadaardige versie van Captain Marvel), Ibac, Mister Mind en de Monster Society of Evil, en de robot Mister Atom.
Begin jaren 40 verkreeg Captain Marvel ook bondgenoten, waaronder in de vorm van de Marvel Family: een groep superhelden met krachten/kostuums gelijk aan die van Captain Marvel. In Whiz Comics #21 (September 1941) debuteerden de Lieutenant Marvels, drie andere jongens die ook konden veranderen in helden. In Whiz Comics #25 (December 1941) deed Captain Marvel, Jr. zijn intrede. Een jaar later ontmoette Billy zijn lang verloren tweelingzus Mary Bromfield, die de heldin Mary Marvel werd.

## Publicatiegeschiedenis

### Fawcett Comics
Na het succes van National Comics' superhelden Superman en Batman, besloot Fawcett Publications in 1939 zijn eigen stripserie te beginnen. Fawcett rekruteerde schrijver Bill Parker om verschillende helden te bedenken voor de eerste strip van het bedrijf. Hij bedacht onder andere Ibis the Invincible, Spy Smasher, Golden Arrow, Lance O'Casey, Scoop Smith en Dan Dare. Tevens schreef hij een verhaal over een team van zes helden die elk hun kracht kregen van een mythologisch figuur. Directeur Ralph Daigh besloot dat het beter was deze zes te combineren tot 1 held die alle krachten van de zes had. Hierop maakte Parker een held genaamd "Captain Thunder."
De eerste strip van Fawcett Publications was Flash Comics #1. Hoewel de strip goed verkocht, kon Fawcett niet "Captain Thunder" of "Flash Comics" blijven gebruiken daar die namen al bestonden. De strip werd hernoemd tot Whiz Comics, en Pete Costanza stelde voor om de naam van Captain Thunder te veranderen in "Captain Marvelous," wat later werd afgekort tot "Captain Marvel."
Inspiratie voor Captain Marvel kwam van een aantal bronnen. Zin visuele uiterlijk was gemodelleerd naar dat van Fred MacMurray, een populaire Amerikaanse acteur van die tijd. C.C. Becks latere versies van het personage waren gemodelleerd naar andere acteurs zoals Cary Grant en Jack Oakie. Fawcett Publications-oprichter Wilford H. Fawcett had op de werkvloer als bijnaam "Captain Billy." Dit inspireerde tot de naam van Captain Marvels alter ego, "Billy Batson". Fawcett gaf Captain Marvel tevens enkele eigenschappen die Superman populair maakten, zoals bovenmenselijke kracht en sciencefictionachtige verhalen. Tevens besloot Fawcett tot iets wat nog niet eerder was geprobeerd: in plaats van een volwassen man maakten ze van Captain Marvels alter ego een kind van 10 – 12 jaar.
Captain Marvel maakte officieel zijn debuut in Whiz Comics #2. Hierin werd zijn oorsprong ook gelijk onthuld. De strip was een groot succes, en meer dan 500.000 exemplaren werden verkocht. Tegen 1941 kreeg Captain Marvel reeds zijn eigen stripserie. In de loop der jaren kwamen er steeds meer striptitels bij. Captain Marvel, Mary Marvel en Captain Marvel, Jr. kregen gezamenlijk een eigen stripserie getiteld The Marvel Family. Deze werd gepubliceerd samen met andere Captain Marvel titels zoals Wow Comics, Master Comics, Mary Marvel Comics en Captain Marvel, Jr. Comics. Ook Marvels zonder superkrachten deden hun intrede zoals Uncle Marvel en zijn nichtje Freckles Marvel.

### Copyrightproblemen
Gedurende het grootste deel van de Golden Age van de strips was Captain Marvel een van de populairste helden. De strips over het personage verkochten uiteindelijk zelfs beter dan die van Superman. In 1944 verkocht Captain Marvel Adventures bijvoorbeeld veertien miljoen exemplaren. Dit succes was grotendeels te danken aan het feit dat de strip zowel bij volwassenen als kinderen populair was.
Echter, vanwege de gelijkenissen tussen Captain Marvel en Superman ontstonden al snel problemen. National Comics Publications (vandaag bekend als DC Comics) beschuldigde Fawcett Comics van copyrightschending in 1941. In 1948 kwam de zaak zelfs voor de rechter. Aanvankelijk deed de rechter in 1951 uitspraak in het voordeel van Fawcett, bewerend dat het copyright op Superman was verlopen. In 1952 spande National een nieuw proces aan, en kreeg dit keer wel gelijk.
In plaats van nog een derde rechtszaak aan te gaan besloot Fawcett zich neer te leggen bij de uitspraak. De populariteit van Superhelden was al flink gedaald sinds het einde van de Tweede Wereldoorlog, en de Captain Marvel strips verkochten al lang niet meer zo goed als tijdens de oorlog. Kort voor de rechtszaak had Fawcett al tevergeefs geprobeerd de populariteit van het personage op te krikken.
Dankzij de verloren rechtszaak moest Fawcett beloven nooit meer een Captain Marvel strip te publiceren. Tevens moest het bedrijf aan National $400,000 betalen. In november 1953 verscheen het laatste deel van Captain Marvel Adventures.

### Marvelman
In de jaren 50 publiceerde een klein Brits bedrijf, L. Miller and Son, een aantal herdrukken van de Captain Marvel strips. Toen de Captain Marvel plotseling werd stopgezet vanwege de verloren rechtszaak, huurde het bedrijf schrijver Mick Anglo in. Hij veranderde Captain Marvel in het personage Marvelman en later in Miracleman. Het magische woord "Shazam!" werd vervangen door "Kimota", "Atomic" achterstevoren gespeld. De strips van Miracleman werden nog jarenlang in het Verenigd Koninkrijk gepubliceerd.

### DC Comics'Shazam!
Toen in de jaren 60 de superhelden toch weer populair werden (een periode die nu bekendstaat als de Silver Age van de strips), was Fawcett nog altijd niet in staat om Captain Marvel-strips te herpubliceren. Om toch nog geld aan het personage te kunnen verdienen, verkochten ze de rechten op Captain Marvel aan DC Comics in 1972. DC begon meteen plannen te maken om Captain Marvel te herintroduceren. Omdat in de tussentijd Marvel Comics ook een personage met de naam Captain Marvel had geïntroduceerd, publiceerde DC de strips van Captain Marvel onder de naam Shazam!. De naam Shazam is inmiddels dermate sterk verbonden met Captain Marvel, dat vaak ten onrechte wordt gedacht dat Shazam de naam is van het personage.
De Shazam-stripserie debuteerde in februari 1973, en bevatte zowel nieuwe als oude verhalen. Om het gat van de tussenliggende periode op te vullen werd onthuld dat Captain Marvel en veel van zijn bijbehorende personages per ongeluk twintig jaar in schijndode toestand waren gebracht.
Dennis O'Neil was de primaire schrijver van de reeks. Zijn rol werd later overgenomen door schrijvers Elliott S! Maggin en E. Nelson Bridwell.
Daar het DC Universum inmiddels het concept van verschillende parallelle universums kende, werd onthuld dat Captain Marvel in het universum genaamd "Earth-S" leefde. Derhalve stonden zijn verhalen los van de hoofdcontinuïteit. Wel vonden er een paar crossovers plaats met andere DC-personages. Na het Crisis on Infinite Earths bedacht DC een nieuw universum waar Captain Marvel ook deel van uitmaakte.

### Captain Marvel eind jaren 80
Captain Marvels eerste optreden na Crisis on Infinite Earths was in de miniserie Legends uit 1986. In 1987 werd Captain Marvel lid van de Justice League. Tevens kreeg hij zijn eigen stripserie, Shazam! The New Beginning. In deze serie werd Captain Marvels oorsprong opnieuw verteld in een hedendaagse omgeving. Tevens veranderden ze Captain Marvel een beetje.

### The Power of Shazam!
DC kreeg in 1991 de rechten op alle personages van Fawcett Comics in handen. In 1994 werd Captain Marvels oorsprong opnieuw gemoderniseerd in The Power of Shazam!, een graphic novel gemaakt door Jerry Ordway. Dit verhaal wordt nog altijd gezien als Captain Marvels officiële oorsprong binnen het DC Universum.
De Graphic Novel bood meer inzicht in Captain Marvels leven voor hij zijn krachten kreeg. Zo werd onthuld dat Black Adam Billy's ouders had vermoord. De Graphic Novel was een succes, en leidde tot een stripserie met dezelfde naam. Die serie herintroduceerde de Marvel Family in het moderne DC Universum.
Captain Marvel was nu volledig onderdeel van het DC Universum, en deed derhalve ook mee in de DC vs. Marvel miniserie. Tevens werd zijn personage gebruikt voor Amalgam Comics, een stripserie gemaakt door DC Comics en Marvel Comics. In deze serie werd hij gecombineerd met Marvels versie van Captain Marvel om zo de Amalgam Captain Marvel te vormen.
Nadat de serie Power of Shazam! in 1999 werd stopgezet bleef Captain Marvel geregeld cameo's maken in andere strips. Ook kreeg hij nog een paar keer een eigen serie, die vaak los stond van de primaire DC-strips. Voorbeelden zijn de reeks Superman/Shazam!: First Thunder, en Shazam!: The Monster Society of Evil.

## Krachten en vaardigheden
Indien Billy Batson het magische woord "Shazam" roept, verkrijgt hij de volgende krachten.
| S | voor de wijsheid van Salomo            | Als Captain Marvel beschikt Billy over uitgebreide kennis. Tevens geeft zijn kennis hem een zekere mate van helderziendheid, en voorziet het hem van advies in vrijwel elke situatie.                                                                 |
| H | voor de kracht van Hercules            | Captain Marvel is bovenmenselijk sterk. Hij kan gemakkelijk staal buigen en massieve voorwerpen optillen. Hij kan zich gemakkelijk meten met Superman en Wonder Woman.                                                                                |
| A | voor het uithoudingsvermogen van Atlas | Captain Marvel raakt maar zelden uitgeput en kan vrijwel de meeste fysieke aanvallen weerstaan. Verder hoeft hij niet te eten, slapen of ademen. |
| Z | voor de kracht van Zeus                | Zeus' kracht versterkt Marvel's fysieke en mentale vaardigheden, en geeft hem controle over de magische bliksem waarmee Billy transformeert. Het geeft Captain Marvel ook weerstand tegen magie, en laat hem naar andere dimensies reizen.            |
| A | voor de moed van Achilles              | Dit is net als de wijsheid vooral een psychologische kracht. De moed van Achilles geeft Captain Marvel een hoop innerlijke kracht. In moderne interpretaties wordt dit weleens veranderd in dat Captain Marvel de onkwetsbaarheid van Achilles heeft. |
| M | Voor de snelheid van Mercurius         | Captain Marvel kan vliegen en zich voortbewegen met bovenmenselijke snelheid. |

## Stripreeksen
Primaire reeksen
- Whiz Comics #2-155 (Fawcett Comics, februari 1940-juni 1955)
- Captain Marvel Adventures #1-150 (Fawcett Comics, voorjaar1941-juni 1950)
- America's Greatest Comics #1-8 (Fawcett Comics, maart 1941-zomer 1943)
- Shazam! #1-35 (DC Comics, februari 1973-mei-juni 1978)
- World's Finest Comics #253-270, 272-282 (DC Comics, oktober–november 1978-augustus 1982)
- Adventure Comics #491-502 (DC Comics, september 1982-augustus 1983)
- Action Comics Weekly #623-626 (DC Comics, oktober, 1988-november 1988)
- The Power of Shazam! #1-48, #1,000,000 (DC Comics, maart1995-maart 1999; deel #48 gepubliceerd in januari 2010)
- Billy Batson and the Magic of Shazam! #1- (DC Comics, september 2008-december 2010)

Miniseries
- Shazam: The New Beginning #1-4 (DC Comics, april-juli 1987)
- The Power of Shazam! (DC Comics, 1994)
- Shazam! Power of Hope (DC Comics, 2000)
- Superman/Shazam: First Thunder (DC Comics, november 2005-februari 2006)
- Shazam! The Monster Society of Evil (DC Comics, februari-augustus 2007)
- The Trials of Shazam! (DC Comics, oktober 2006-september 2007)

## In andere media
- Captain Marvel maakte zijn debuut buiten de strips in een filmserie uit 1941 getiteld Adventures of Captain Marvel. Tom Tyler vertolkte de titelrol.
- In 1975 verscheen de televisieserie Shazam!, die drie jaar liep. De titelrol werd vertolkt door Jackson Bostwick (seizoen 1) en John Davey (seizoenen 2 en 3)
- Na het einde van Shazam! Werd Captain Marvel gespeeld door Garrett Craig in een aantal low-budget comedyspecials onder de naam Legends of the Superheroes.
- Een animatieserie over Captain Marvel werd uitgezonden als onderdeel van de serie Kid Superpower Hour with Shazam!
- Billy Batson had een cameo in de aflevering "Obsession" van Superman: The Animated Series.
- Captain Marvel deed mee in de aflevering "Clash" van de serie Justice League Unlimited.
- Captain Marvel speelt meerdere keren mee in de serie Batman: The Brave and the Bold.
- Het personage heeft tevens een rol in de graphic novel The Dark Knight Strikes Again.
- In 2010 speelde Captain Marvel mee in de direct-naar-video animatiefilm Superman/Shazam!: The Return of Black Adam
- Captain Marvel is een personage in de animatieserie Young Justice
- Captain Marvel is een speelbaar personage in het in 2008 uitgebrachte arcade vechtspel Mortal Kombat vs. DC Universe
- In 2019 verscheen de superheld als de hoofdrol, gespeeld door Zachary Levi en Asher Angel als Billy Batson, in de film Shazam! en later in 2023 in de film Shazam! Fury of the Gods.

## Culturale impact

### Captain Marvel vs. Superman in fictie
Mede vanwege de rechtszaak rondom de twee personages wordt Captain Marvel vaak vergeleken met Superman, en dan met name als een rivaal van Superman. Deze rivaliteit werd geparodieerd in "Superduperman," een satirisch stripverhaal van Harvey Kurtzman en Wally Wood . DC Comics publiceerde zelf ook een verhaal waarin de twee personages met elkaar vochten.

### Invloed op latere stripboekpersonages
Captain Marvel was de eerste grote superheld met een jong alter ego. Mede door zijn succes werden jonge superhelden al snel populair in strips. Andere superhelden die transformaties gelijk aan die van Captain Marvel ondergingen zijn Darkhawk, Prime, Mighty Mightor en Young Samson.